# Persona 2
Persona 2 (ペルソナ2 Perusona Tsū?) es un videojuego perteneciente al género de rol, hecho en Japón para la PlayStation, desarrollado por Atlus. Innocent Sin ( 罪 Tsumi ? ) y Eternal Punishment ( 罰 Batsu ? ) son los dos capítulos de la misma historia. El videojuego es una secuela directa de la primera entrega de la saga Persona,  con varios personajes de ese título jugando varios roles en ambos juegos.
Situados en la metrópoli de ficción de Sumaru City, Innocent Sin sigue a un estudiante de secundaria llamado Tatsuya Suou. Eternal Punishment, tiene lugar después, aquí se centran en Maya Amano, joven reportera de una revista para adolescentes. Ambos personajes tienen experiencias que transportan a la esfera de Philemon, un ser que existe fuera del mundo y hace vigilia astral cercana a la muerte. Philemonn les otorga la capacidad de convocar a una Persona, un alter ego que se manifiesta como una figura mitológica.
A diferencia de otros juegos más antiguos Atlus, que tradicionalmente están restringidos a un punto de vista en primera persona, Persona 2 se ve desde una perspectiva en tercera persona. Varios elementos de juego, sobre todo los personajes Philemon y Nyarlathotep, proceden directamente de los escritos de Carl Jung y HP Lovecraft.
Aunque la versión de PlayStation de Innocent Sin nunca recibió un lanzamiento oficial (pero recibió un parche traducido al inglés el 15 de octubre de 2008) en América del Norte, una versión para PSP fue lanzada oficialmente el 20 de septiembre de 2011, tanto en América como en Europa. La versión de PSP de Eternal Punishment no pudo ser puesta en venta en América por "circunstancias inusuales", en vez de esto se volvió a lanzar la versión de PlayStation en PSN.

## Jugabilidad
Los entornos de Persona 2 están compuestos en su totalidad por mapas en 3 dimensiones, con personajes representados por animaciones de mapa de bits. La cámara sigue el personaje desde una perspectiva de arriba en ángulo que se puede girar en 8 direcciones cardinales. parte principal del juego bodegas hasta cinco personas. Cada vez que el partido está en una zona "segura" (es decir, una habitación sin encuentros demoníacos), cada miembro del grupo puede conversó con. En el modo de mazmorra, todos los miembros del partido, además del personaje del jugador (Tatsuya o Maya) se desvanecen, y sólo reaparecer durante las secuencias de batalla. El jugador puede seguir sus pasos a través de la auto-Map, un básico de planta de la mazmorra actual. A medida que el personaje principal se mueve alrededor, el mapa marcará automáticamente nuevas áreas.
Además del equipo estándar, cada personaje puede equipar una Persona por cabeza; De este modo, el personaje combina sus atributos con los del Persona, así como sus fortalezas o debilidades innatas. Los personajes también podrán emitir ningún hechizos mágicos que están disponibles en la lista de ataque de ese personaje. Cada miembro del partido comienza con una Persona por defecto, aunque pueden obtener otros nuevos en el Velvet Room, un fantasmal salón de baile que es accesible desde cualquier punto de la ciudad (así como en algunas mazmorras). Para adquirir una Persona, jugadores primero deben reunir las cartas del Tarot tentando demonios durante las batallas (ver Contacto con los demonios ), y luego intercambiar esas tarjetas en el Velvet Room.
Cuando se obtiene un nuevo personaje, es que empieza a Rango 1. Al convocar la Persona en la batalla (hechizos), aumentará en Rango y aprender nueva magia. Tarot de una Persona dictados de clase que tendrán carácter un alto "afinidad" con él. Una Persona equipado en alguien con buena afinidad consumirá menos SP (Puntos de Espíritu, una sustitución de puntos de magia) que en un personaje con mala afinidad.
El sistema de rumores, que enlaza con la trama, es una función importante en la Persona 2. El jugador puede recogerr o cambiar rumores a través del juego mediante la interacción con chismosos, los personajes no jugables que habitan en casi todos los distritos de la ciudad. Una vez que el interlocutor escucha un rumor, no tendrá efecto hasta que se visita la Agencia de Detectives Kuzunoha y hablar con su jefe, Todoroki Daisuke. Por una cuota, Todoroki se extienda el rumor, que dará lugar a que se convierta en real. Los rumores implican generalmente tiendas convirtiéndose frentes para el mercado negro de armas o armaduras, pero los efectos pueden variar dependiendo de la ocasión al azar. Los jugadores a menudo tienen una opción de dos o más resultados posibles para un rumor.

### Combate
Las batallas en Persona 2 son iniciadas por los encuentros al azar; esto cambia la acción a una pantalla de batalla, donde los miembros del partido físicamente ataque, utilizan Persona Magia, defender, o huir. El sistema de combate basado en grid de Revelations: Persona es abandonado; en cambio, los miembros del partido y las unidades enemigas actúan en la misma fase de una vez, en lugar de estar limitados por su ubicación en el campo. El partido gana yenes de batallas, que se requiere para comprar mercancías en la ciudad.
El comando "Batalla" se inicia la lucha una vez que el jugador está listo. La secuencia de la batalla se basa en los comandos introducidos en el menú estrategia. Si Battle Mode está en Normal, rondas de batalla se producirá una secuencia continua, que sólo cesa si el jugador lo cancela. Si se establece en Individual, el menú Estrategia reaparece en el inicio de cada ronda. Uso del menú, el jugador puede cambiar las acciones del partido, ajuste la secuencia en la que cada miembro del grupo actuará (a expensas de esperar hasta los personajes más lentos se han movido), y cambiar a otra Persona. Cuando un personaje pierde todos sus puntos de vida (HP), él o ella está fuera de combate. Si todos los personajes caen en la batalla, el juego termina y debe ser restaurado a partir de una anterior partida guardada .
Una función secundaria de las diferentes Estrategias es alinear caracteres para desencadenar un Hechizo Fusion. Cuando dos o más miembros del grupo utilizan una cierta secuencia de hechizos, éste deberá citar automáticamente varias Personas para generar un poderoso ataque.
A diferencia de los juegos posteriores de la serie, tanto Innocent Sin y Castigo Eterno tienen Tierra (llamada Magna) y agua (llamado aguamarina) daño elemental. El daño físico en Persona 2 también se divide en cinco tipos diferentes (Espada, Huelga, a distancia, estrago, y torcer). Persona 3 divide daño físico en sólo tres tipos diferentes, y Persona 4 no diferencia entre el daño físico en absoluto.

## Contacto con los Demonios
En Persona, la mayoría de los demonios pueden ser negociados con, más que luchó. El propósito de la opción de contacto es hablar con un demonio y obtener una respuesta. Cuando se selecciona la opción de contacto, aparece un menú que le pide al jugador a elegir un máximo de tres miembros del partido que va a hablar con el demonio; el personaje (s) elegido entonces acercarse al enemigo y hacer un intento para conversar. Después de su breve discurso, el demonio reaccionará al convertirse alegre, interesado, temeroso o enojado. Una vez que se provocó una cierta reacción tres veces , el demonio o bien ofrecer amistad o ser repelido por el partido. Los resultados varían dependiendo de quién participa; hasta tres miembros del partido puede realizar un contacto entre sí, por lo general afectan el diálogo.
Un demonio rodeado de una luz verde está "feliz"; si al menos un miembro del partido ha llegado a un nivel de experiencia igual o superior a la del demonio, propondrá a forjar un contrato Demon. "Impaciente" se insinúa por una luz amarilla y un " ! " marca sobre la cabeza del demonio; un demonio interesado deberá entregar las cartas del Tarot. Un demonio rodeado de una luz azul indica "Miedo"; si el demonio se asusta repetidamente, huirá en terror. Por último, un demonio rodeado de una luz roja indica que "La ira"; un demonio furioso ganará un ataque preventivo contra el partido, y será imposible comunicarse con ella más lejos en la misma lucha.
Si el partido tiene un contrato con un demonio Demon específica, pueden pedir por un artículo, algunos de yenes, un rumor, o para difundir un rumor (rumores demonios hacen navegar por el calabozo actual más fácil). Si el partido es demasiado débil en el nivel, el demonio se compensa por la curación de la parte o la entrega de algunos de yenes . Además de sus respectivas cartas del Tarot, los demonios "interesadas" entregarán tarjetas de Tarot gratis si ya existe un contrato. Tarjetas gratuitas se pueden tomar para el Velvet Room y cambiar a cualquier arcanos del Tarot. Los contratos se rompen si el jugador hace el mismo demonio asustado o enojado en una batalla más tarde.

## Argumento

### Ambientación
La historia tiene lugar en Sumaru City, una metrópolis de ficción ( ciudad designada por la ordenanza del gobierno ) con una población de más de 1,28 millones en la actual Japón . Una vez que comienza la historia principal, la es maldita ; cualquier rumor que llega a bastante gente es inexplicablemente hecho realidad. Sumaru City se navega a través de una vista aérea. El equipo usa el mapa para visitar cada distrito a medida que estén disponibles. Cada distrito tiene lugares clave para visitar, así como un centro comercial en el que el partido puede conversar con los lugareños y visitar restaurantes o tiendas, así como la Velvet Room.Siempre hay al menos un Rumormonger estacionado en cada centro comercial.
La ciudad es el lugar para pasar yen que el partido ha obtenido de ganar batallas. La mayoría de las tiendas cuentan con elementos tradicionales del juego de rol, como un bronceado salón que restaura los puntos de vida , o un diseñador de ropa tienda que vende armadura. La cadena de "Satomi Tadashi" farmacias vende artículos de consumo básicos y está presente en todo el mundo del juego.

### Innocent Sin
Persona 2: Innocent Sin comienza tres años después de los acontecimientos del primer juego de Persona. Yukino, que ya fue personaje principal en el primer juego, está por lo tanto muy familiarizada con los demonios.
Los seis personajes jugables son Tatsuya Suou, estudiante de tercer año del instituto Seven Sisters; Lisa Silverman, una compañera un año menor de raza caucásica que adora a Tatsuya; Eikichi Mishina, un aspirante a músico y autoproclamado "líder de la banda" del instituto Kasugayama; Maya Amano, editora optimista de una revista para adolescentes; Yukino Mayuzumi, compañero de trabajo de Maya y superviviente del primer juego; y Jun Kurosu, hijo de un profesor que conoció a una muerte espantosa dentro de la escuela.
El silencioso protagonista del juego es Tatsuya Suou. Su camino se entrelaza con las de otros dos estudiantes, Eikichi y Lisa, durante un encuentro con el Joker, un personaje que se invoca tras llamar a su propio número de móvil. Cualquier persona puede pedirle un deseo, pero si no se pide ninguno o no se sabe decir cuál, Joker roba su energía vital y los convierte en sombras de sí mismos. Joker dice a los tres estudiantes que le hicieron algo horrible en el pasado, y se enoja cuando no lo reconocen. Jurando venganza y empuñando una extraña calavera de cristal, se aleja, dejando el trío confundido y con ganas de investigarle.

### Eternal Punishment
Aunque este juego se sitúa unos meses después de su predecesor, se encuentra en un mundo paralelo donde los acontecimientos de Innocent Sin no ocurrieron. Todos los personajes de tal juego están presentes, pero no se conocen entre sí. El personaje central en esta ocasión es Maya, que se vuelve una protagonista silenciosa parecida a Tatsuya en el juego anterior. Hay un total de siete personajes jugables, aunque dos de ellos no pueden ser reclutados a la vez. Son Kei Nanjou y Ellen Kirishima, dos personajes que ya aparecieron en el primer Persona.
Los nuevos personajes son Katsuya Suou, hermano mayor de Tatsuya y un estricto detective; Ulala Serizawa (quien ya apareció en Innocent Sin), compañera de piso de Maya que tiene problemas con los hombres; y Baofu, un criminal de mala muerte con motivos velados. El personaje que completa el elenco es Tatsuya, la única persona que recuerda lo que ocurrió durante la historia anterior. La trama de Eternal Punishment ofrece recuerdos dispersos y referencias al primer Persona e Innocent Sin
Maya, editora de la revista adolescente "Coolest", está atrapada en la investigación de una extraña serie de asesinatos cometidos por un asesino en serie conocido como el "JOKER". Según los informes, las víctimas reciben una nota que dice "¡Tú eres el siguiente!" antes de que mueran. Mientras cubrían una asignación en el instituto Seven Sisters, un espeluznante asesinato une a Maya, su compañera de cuarto y un detective para investigar los asesinatos de Joker.
Eternal Punishment cuenta con un modo especial llamado "EX Dungeon", que es independiente del juego principal. Aproximadamente a mitad de camino en el juego, el jugador tiene la opción de permitir que uno de los dos personajes, Nate (Kei Nanjo) o Ellen (Eriko Karashima), para unirse al equipo. Este modo sólo está disponible después de que el jugador abra una nueva partida tras haber reclutado tanto a Nate como a Ellen.

## Port a PSP
El 26 de octubre de 2010 se publicó un número de la revista Famitsu en la que mostraba que Innocent Sin recibiría un port mejorado para la PSP. Al igual que su port a PSP predecesor , que incluye una mejora de la interfaz de usuario , los nuevos retratos de los personajes, una nueva opción nivel de dificultad y una nueva banda sonora entre otras varias adiciones y mejoras. Los jugadores pueden elegir si desean o no escuchar los nuevos temas, organizados compuestos por Shoji Meguro , que una vez más se desempeñó como director del juego.
Fue lanzado en Japón el 14 de abril de 2011 y en Norteamérica el 20 de septiembre de 2011. En el juego para la UE Ghostlight fue publicado más tarde, el 4 de noviembre de 2011.
A diferencia de la versión japonesa del Teatro Climax, que contenía las opciones tanto de la creación de misiones personalizadas y la importación de las misiones de DLC, la versión norteamericana y las versiones europeas habían eliminado estos elementos. Atlus EE. UU., dijo que era una "decisión difícil", pero afirmó que las cuestiones "técnicas y de otro tipo" impidieron su inclusión en la estas versiones.
Cuando se le preguntó inicialmente sobre un potencial port a PSP de Eternal Punishment, Shoji Meguro dijo que pensaba acerca de la inclusión de un port de Eternal Punishment  con Innocent Sin, pero poniendo dos juegos en un UMD era imposible. Meguro declaró que le gustaría mucho hacer el port a PSP.
El 29 de febrero de 2012, Famitsu reveló que Eternal Punishment también obtendría una versión de PSP (lanzada el 17 de mayo de 2012), con mejoras técnicas similares a las de Innocent Sin. Además, se incluyó una nueva historia escrita por Tadashi Satomi, que revela qué pasó con Tatsuya antes de que él se una al equipo a mitad del juego. Debido a "circunstancias inusuales", esta versión no pudo ser lanzada.

## Recepción
Persona 2 fue un éxito comercial en Japón, vendiendo cerca de 500.000 copias allí para la versión original de PlayStation. Cuando el Castigo Eterno fue lanzado en América del Norte, este fue recibido positivamente por la crítica de allí, sosteniendo una calificación promedio de 84% en GameRankings.
A pesar de que según se informa los esfuerzos por importar el primer capítulo de Persona 2 , Innocent Sin gráfico tema puede haber inhibido su capacidad para ser localizado para los mercados extranjeros. Ejemplos de esto incluyen la aparición de Adolf Hitler, así como la opción de una relación homosexual entre el protagonista y otro personaje masculino. El 15 de octubre de 2008, un parche de traducción en Inglés de Persona 2:. Innocent fue puesto en libertad por un equipo de traducción dirigida por Gemini El equipo había estado trabajando en la traducción de la juego desde una ISO japonés. Al parecer, tras ser preguntados sobre el tema en la Anime Expo 2008 Atlus parecía consciente de la traducción cuando era alrededor del 87% de avance, pero permitió al equipo este el poder continuar.
Aunque no hubo problemas con la materia objeto de controversia para la versión original de PlayStation de Innocent Sin en Japón, la nueva versión de PSP tiene un poco de censura: el nombre de Hitler se cambia a Führer, los nazis están cambiados a "Soldados Imperiales", Hitler ahora lleva gafas de sol y una capa para cubrir su uniforme, y todas las esvásticas han sido reemplazados por cruces de hierro . Esto se hizo debido a la CERO cambio (el equivalente japonés al sistema de clasificación de la ESRB de los Estados Unidos para los videojuegos) las normas desde el lanzamiento inicial del juego, que ahora afirman que las personas con un trasfondo real (como Adolf Hitler) pueden no aparecer en medios de ficción. Estos cambios fueron ser retenidos para la liberación de Norteamérica.